# きじまるクラブ
きじまるクラブは、長野県須坂市の新規就農者が集まる農業者グループである。

## 概要
発足は2013年10月。当時は新規就農者同士の横の繋がりが少なかったことから、交流や情報交換の場を目的として立ち上げた。事務局は須坂市役所農林課に設置されている。
須坂市は他県から移住しての就農者も多いため、初期段階での地域交流や情報収集を行う貴重な場となっている。

## 会員
加入に関して特に条件は必要なく、営農前の研修段階でも参加できる。入会金や年会費も不要である。
2019年12月時点では、30名ほどのメンバーが在籍している。
シャインマスカットやナガノパープルなどブドウの生産者が多い。

## 目指すこと
- 須坂の農業を守り、さらなる発展を目指す
- 須坂の農産物の美味しさを伝える
- 地域に溶け込んで、各種活動に参加する

## 主な活動

### 勉強会・講習会
ＪＡながのの営農技術員や、長野県農業改良普及センターの普及員を講師に招くなどして、栽培や経営に関する勉強会を定期的に実施している。

### 園地視察
上田市や東御市などの園地を訪問し、剪定や鳥害対策などについて視察研修を実施している。

### 交流会
須坂市農業委員会や、須坂グリーンツーリズムとの交流会を実施し、意見交換を行っている。

### コンクール実施
栽培技術の向上を目的として「きじまるカップ」という名称で無核巨峰のコンクールを実施している。

### イベント参加
地元で行われる「うまいもん祭り」へ毎年出店しているほかに、長野市で行われる農業フェアなどにも出店している。

## メディア掲載実績
- 須坂新聞│新規就農者の果物が高評価～コンクールで次々と入賞（2016.10.29）
- 信濃毎日新聞 信州日帰り温泉紀行│新規就農者らのジャガイモで料理　須坂「湯っ蔵んど」（2015/09/05）